# Falling Off the Lavender Bridge
Falling Off the Lavender Bridge is het debuutalbum van Lightspeed Champion, uitgegeven op 21 januari 2008. Het album werd in 2007 in Omaha, Nebraska opgenomen en is geproduceerd door Mike Mogis. Naast Devonte Hynes, die de man achter Lightspeed Champion is, zijn er ook bijdragen van Mike Mogis, Nate Walcott, Clark Beachle, Emmy the Great en leden van Cursive en Tily and the Wall.
Volgens Hynes zijn de nummers van het album ofwel gebaseerd op zijn dromen, ofwel op gebeurtenissen die hij heeft meegemaakt. De lavender in de titel van het album verwijst naar een speelgoedkikker (gemaakt van lavendel) die Hynes kreeg van zijn moeder, om hem in slaap te helpen.

## Nummers
Disk één
1. "Number One" - 0:25
2. "Galaxy of the Lost" - 3:58
3. "Tell Me What It's Worth" - 2:41
4. "All to Shit" - 1:12
5. "Midnight Surprise" - 9:56
6. "Devil Tricks for a Bitch" – 4:40
7. "I Could Have Done This Myself" – 3:26
8. "Salty Water" – 2:26
9. "Dry Lips" – 3:46
10. "Everyone I Know Is Listening to Crunk" – 3:03
11. "Let the Bitches Die" – 2:38
12. "No Surprise (for Wendela)/Midnight Surprise" – 5:06

Disk twee - Akoestische Bonus Disk
1. "Never Meant to Hurt You" (Good Shoes cover) - 3:29
2. "Souvenirs" (Patrick Wolf cover) - 3:08
3. "Flesh Failures" (uit de musical Hair) - 4:05
4. "Xanadu" (Olivia Newton-John cover) - 3:46